# Indapamida

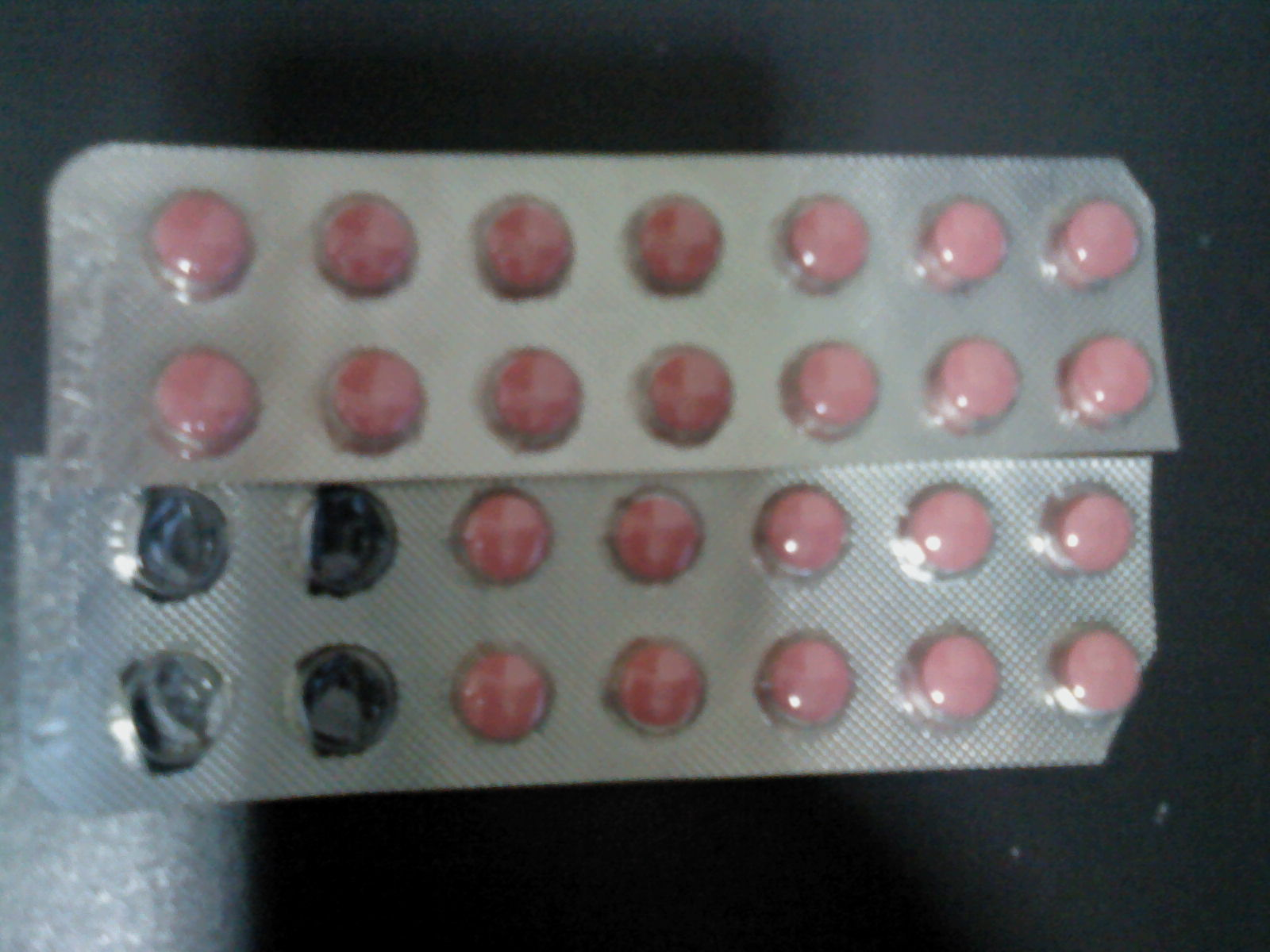
Comprimidos de indapamida 2,5 mg

Indapamida é um diurético tiazídico indicado no tratamento da hipertensão arterial.

## Mecanismo de ação
Inibi a ação do íon transportador Na+Cl- no túbulo distal com aumento de eliminação de Na+, Cl-, K+ e água.